# Cudrania cochinchinensis
Cudrania cochinchinensis är en mullbärsväxtart som först beskrevs av João de Loureiro, och fick sitt nu gällande namn av Yakuro Kudo och Masamune. Cudrania cochinchinensis ingår i släktet Cudrania och familjen mullbärsväxter. Inga underarter finns listade i Catalogue of Life.